# Ambrosia Tønnesen

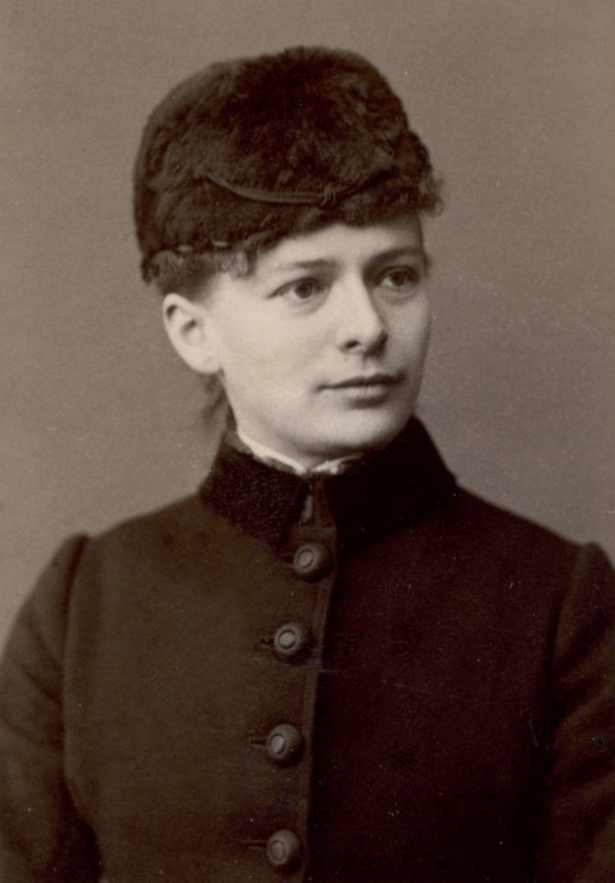
Ambrosia Tønnesen (vor 1890)

Ambrosia Theodora Tønnesen (* 28. Januar 1859 in Ålesund, Norwegen; † 21. Januar 1948 in Fana bei Bergen, Norwegen) gilt als die erste professionelle norwegische Bildhauerin; sie schuf Statuen, Büsten und Reliefs im naturalistischen Stil.

## Leben und Schaffen
Ambrosia Tønnesen wurde als Tochter des Kapitäns Abraham Tønnesen (1818–1868) und der Thomine Jonasen (1820–1909) geboren. Im Alter von 19 Jahren wurde sie Lehrerin in Bergen. An der Tekniske Aftenskole ‚Technischen Abendschule‘ studierte sie Zeichnen und Modellieren. Eine Zeit lang lernte sie auch an der Malschule von Karl Uchermann.
1885 stellte Tønnesen zwei Gemälde und eine Skulptur beim Bergens Kunstforening ‚Bergener Kunstverein‘ aus. Im gleichen Jahr entschloss sie sich, nach Kopenhagen zu fahren, um dort bei Bertha Wegmann zu malen und beim norwegischen Bildhauer Stephan Sinding Unterricht zu nehmen. In Kopenhagen entschied sie, sich auf die Bildhauerei zu konzentrieren. Eines ihrer ersten Werke war die Büste eines Mädchens mit dem Titel Frühling, der mehrere etwas sentimental wirkende Porträts von jungen Mädchen folgten. Im Herbst 1885 reiste sie nach Berlin, wo sie an größeren Formaten arbeitete. Auf Empfehlung von Sinding wurde sie Schülerin des Bildhauers Albert Wolff und durch diesen vom deutschen Spätklassizismus beeinflusst. Zu ihrem direkten künstlerischen Umfeld gehörte in Berlin der Künstlerkreis um den norwegischen Maler Hans Fredrik Gude.
1886 beschloss Tønnesen, ihren Beruf als Lehrerin aufzugeben und sich vollends der Bildhauerei zu widmen. Von Otto Lessing erhielt sie den Auftrag, eine Figur für dessen Lessing-Denkmal nach seinen Skizzen auszuführen. In der Jubiläumsausstellung der Königlichen Akademie der Künste 1886 durfte Tønnesen die Büste eines Mädchens präsentieren; im Jahr darauf war sie dort mit einer weiblichen Gipsbüste mit dem Namen Sneklokken ‚Schneeglöckchen‘ vertreten, für welche sie später einen Auftrag zu einer Ausführung in Marmor erhielt.
Ihr weiterer erfolgreicher Werdegang lässt sich neben künstlerischem Talent auch auf die von norwegischen Förderinnen bereitgestellten finanziellen Mittel zurückführen. So konnte sie nach zwei Jahren Aufenthalt in Berlin 1887 weiter nach Paris reisen, um dort ihre Ausbildung bei dem Bildhauer René de Saint-Marceaux fortzusetzen. Dieser im realistischen Stil arbeitende Künstler hat sie wohl am meisten beeinflusst. Tønnesen studierte ferner an der Académie Colarossi bei Jean-Antoine Injalbert und durfte dort sogar Vertretungsvorlesungen halten. 1890 schuf sie eine ihrer Hauptarbeiten, das Kruzifix aus Marmor für den Altar der Kirche in Årstad. In ihrem nüchternen, naturalistischen Stil entstanden Statuen und Büsten wichtiger norwegischer Persönlichkeiten. Tønnesen arbeitete mit Gips, Bronze und Marmor, den sie eigenhändig bearbeitete. Nachdem sie schon in der Berliner Akademie der Künste mehrfach ausgestellt hatte, zeigte sie ihre Arbeiten im Pariser Salon regelmäßig und zum Teil unter einem männlichen Pseudonym. Unter den an sie vergebenen Auszeichnungen findet sich somit auch der mention honorable von 1903 wieder.
Im Herbst 1888 lernte sie die Engländerin Mary Banks (1841–1928) kennen, mit der sie ab 1895 einen gemeinsamen Haushalt führte. Länger als 20 Jahre lebten die beiden abwechselnd in Paris und in den Sommermonaten in Bergen. 1910 ließen sie sich endgültig in Bergen nieder. Künstlerisch war Tønnesen bis in ihr hohes Alter tätig, bevor sie 1948 mit fast 90 Jahren starb. Sie wurde in Bergen neben ihrer Freundin und Lebensgefährtin Mary Banks begraben.

## Auszeichnungen
- Litteris et Artibus (Schweden, 1902)
- Mention Honorable ‚Lobende Erwähnung‘ auf dem Salon de Paris (Frankreich, 1903)
- Träger des Ordre des Palmes Académiques (Offizier) (Frankreich, 1904)
- Kongens fortjenstmedalje i gull ‚Königliche Verdienstmedaille in Gold‘ (Norwegen, 1939)

## Werke

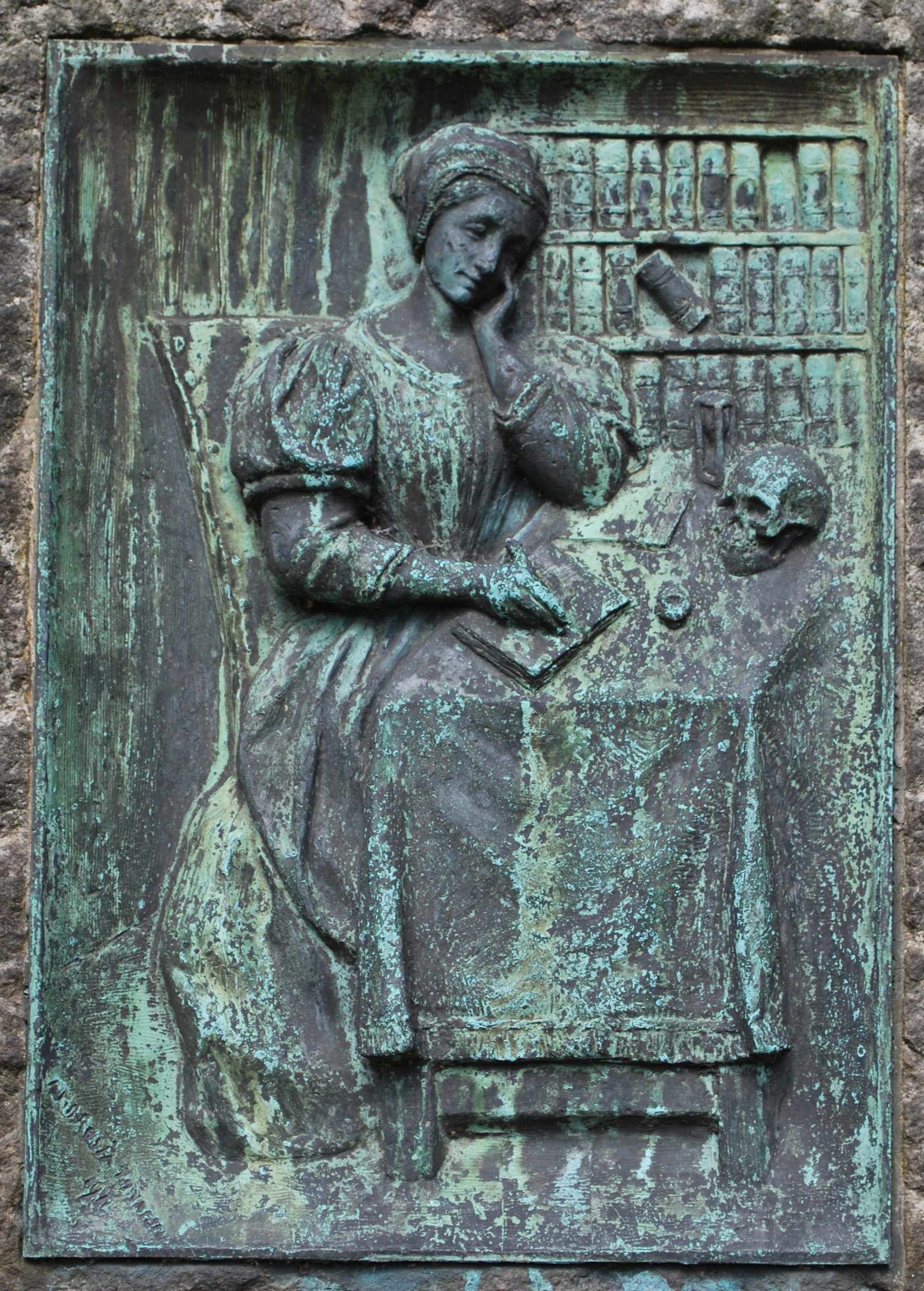
Flachrelief Dorothe Engelbretsdatter (1634–1716)
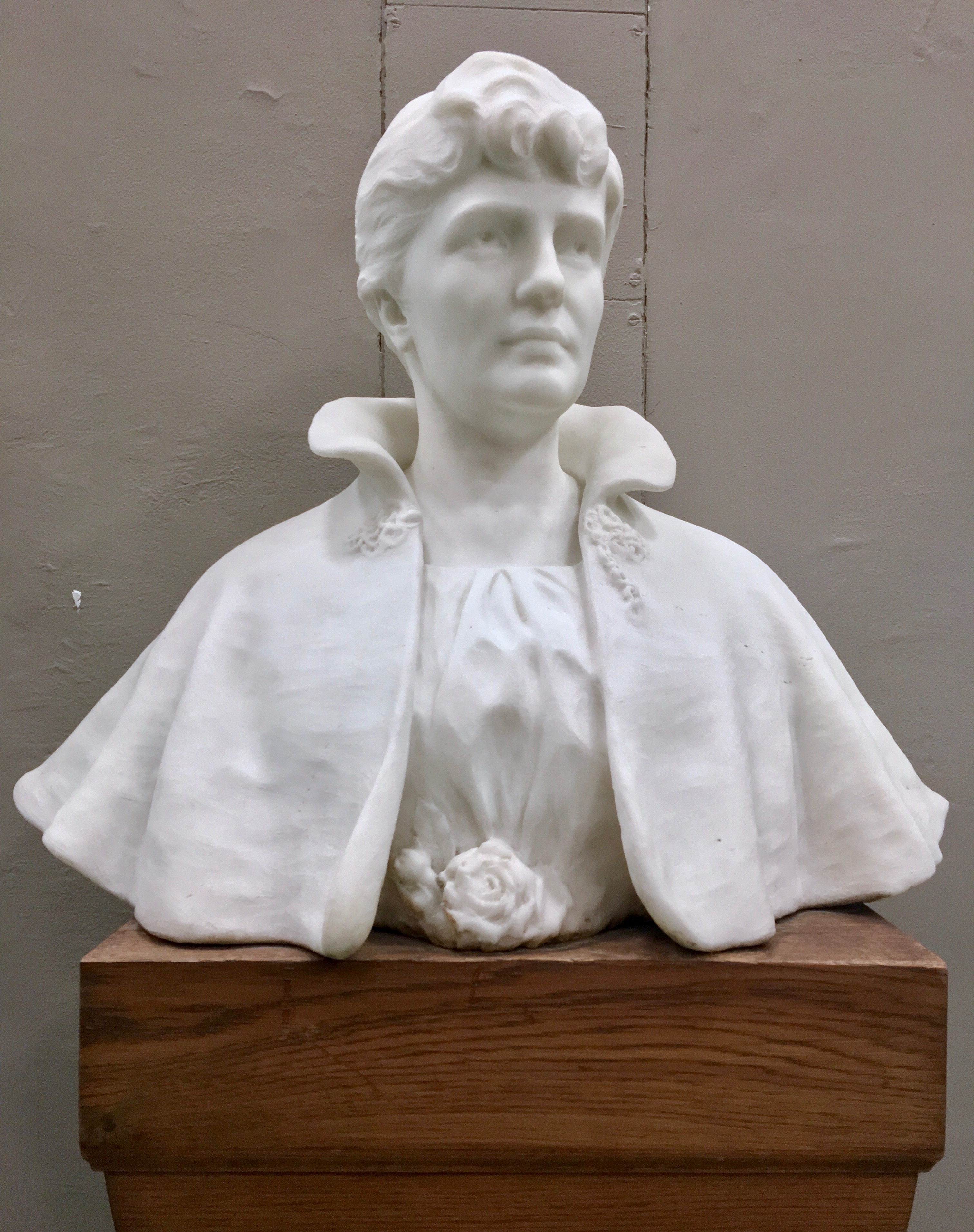
Marmorbüste Amalie Skram (1846–1905)
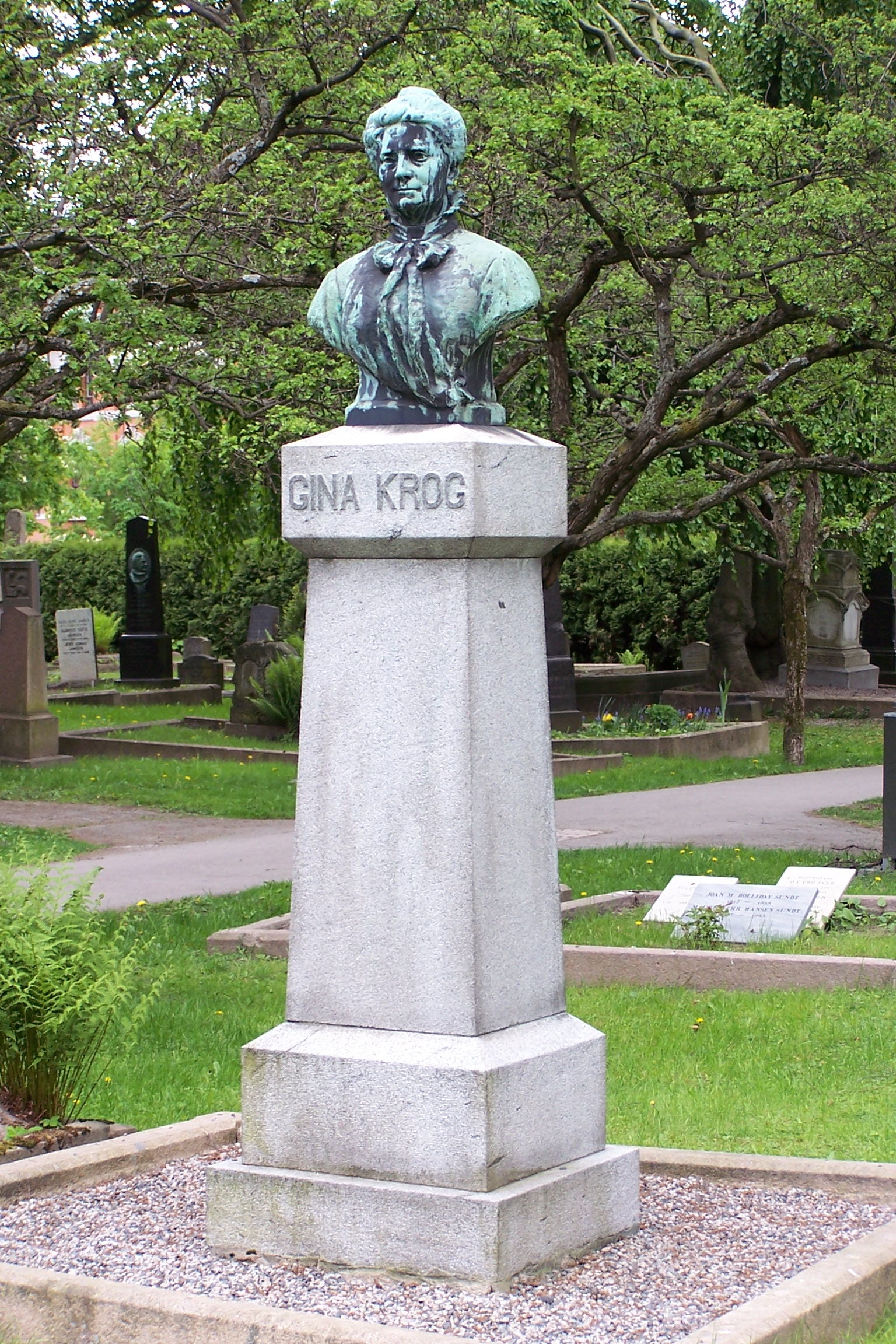
Büste Gina Krog (1847–1916)
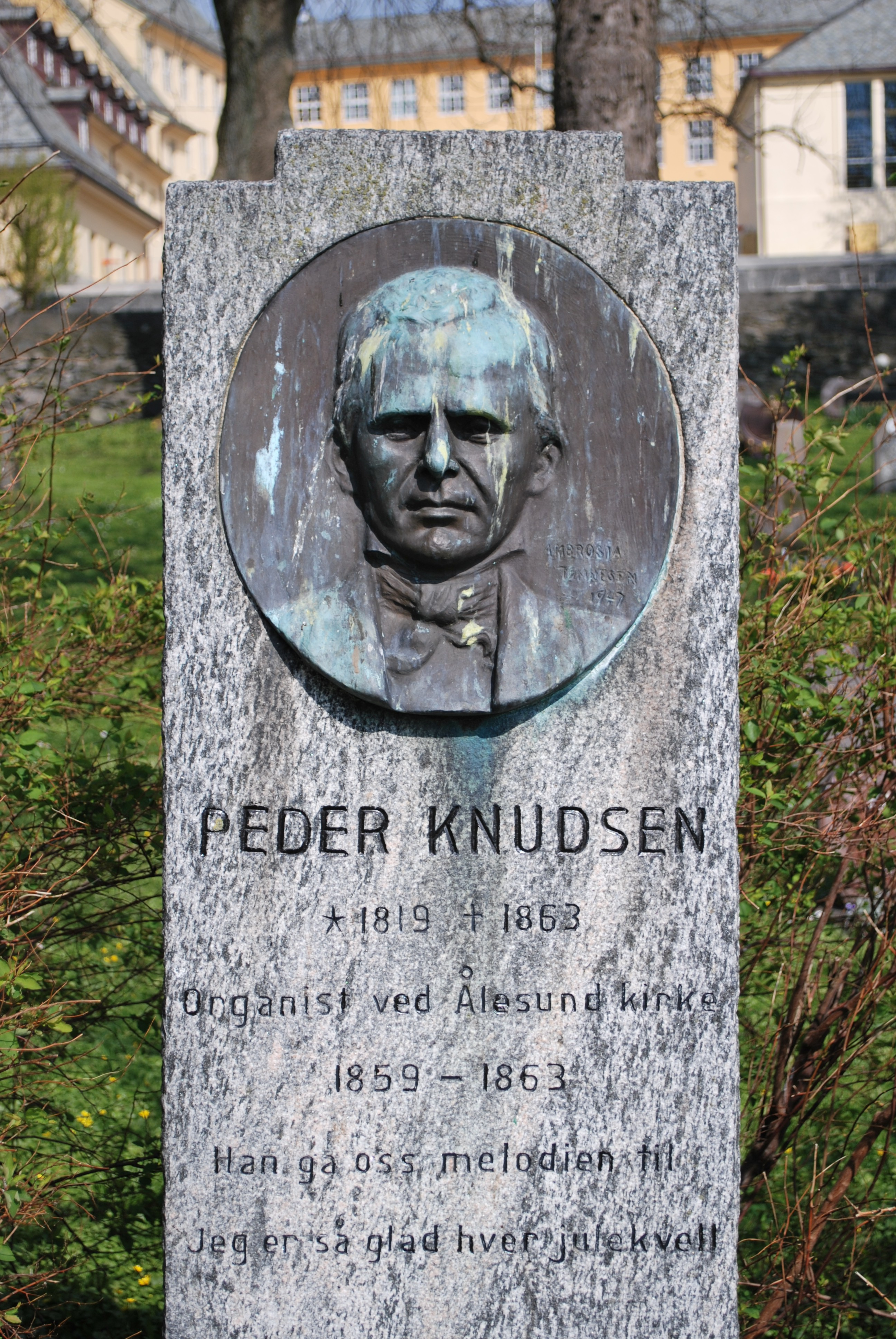
Gedenkstein Peder Knudsen (1819–1863)
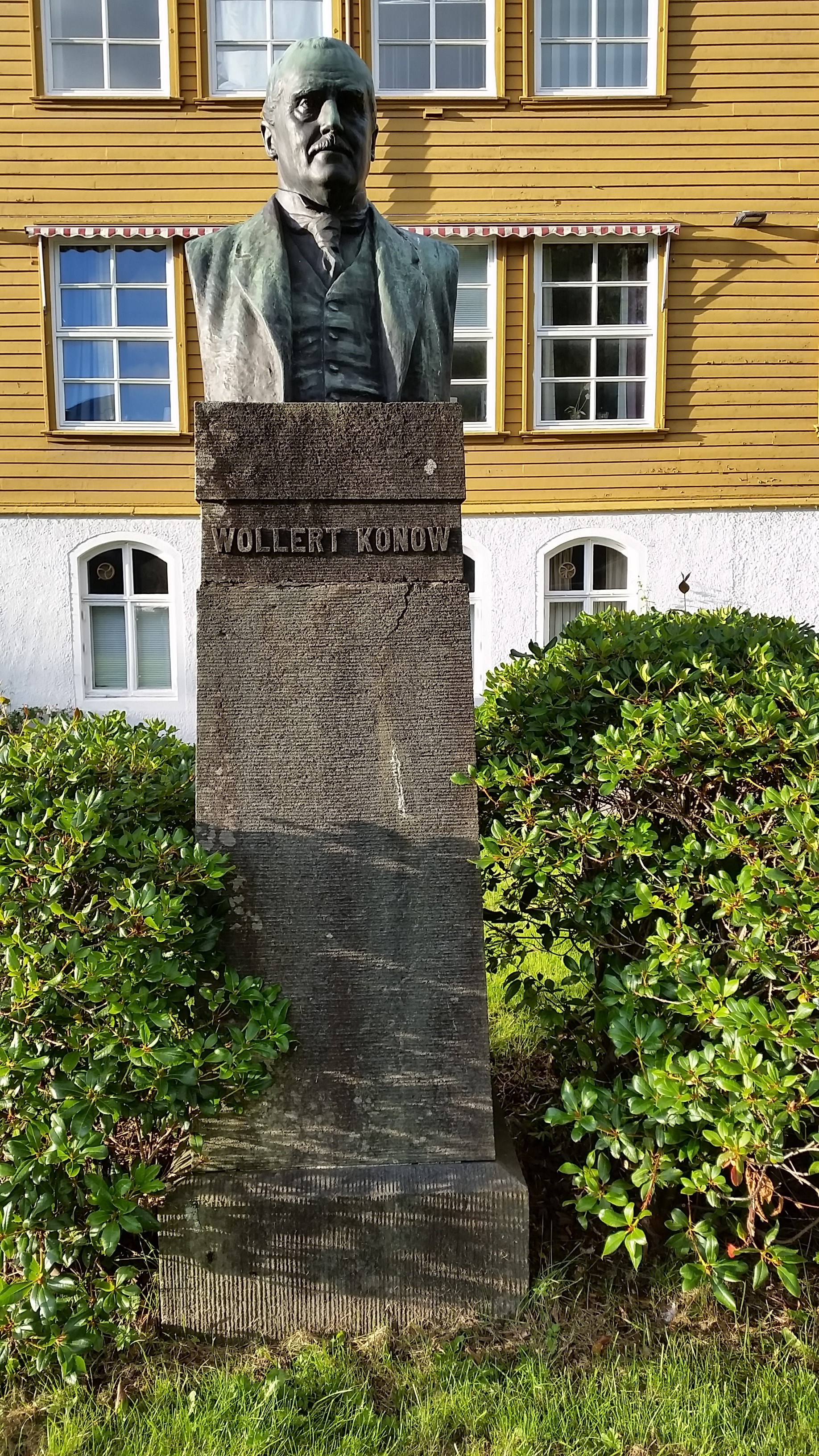
Büste Wollert Konow (SB) (1845–1924)
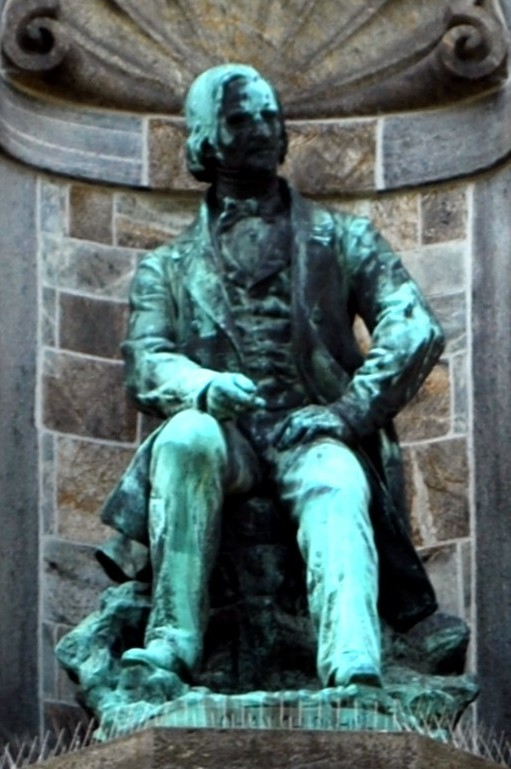
Skulptur I. C. Dahl (1788–1857)
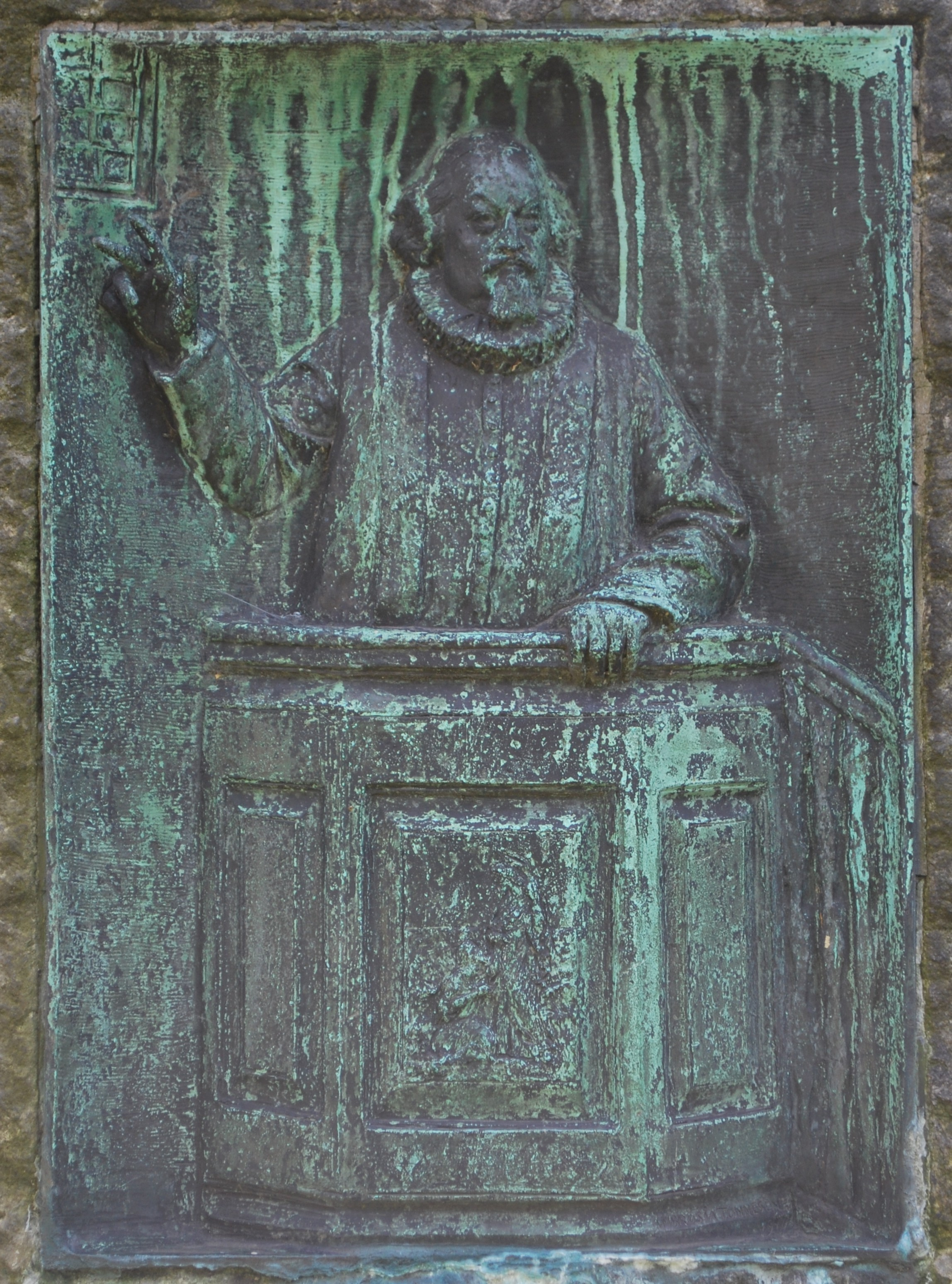
Flachrelief Petter Dass (1646–1707)
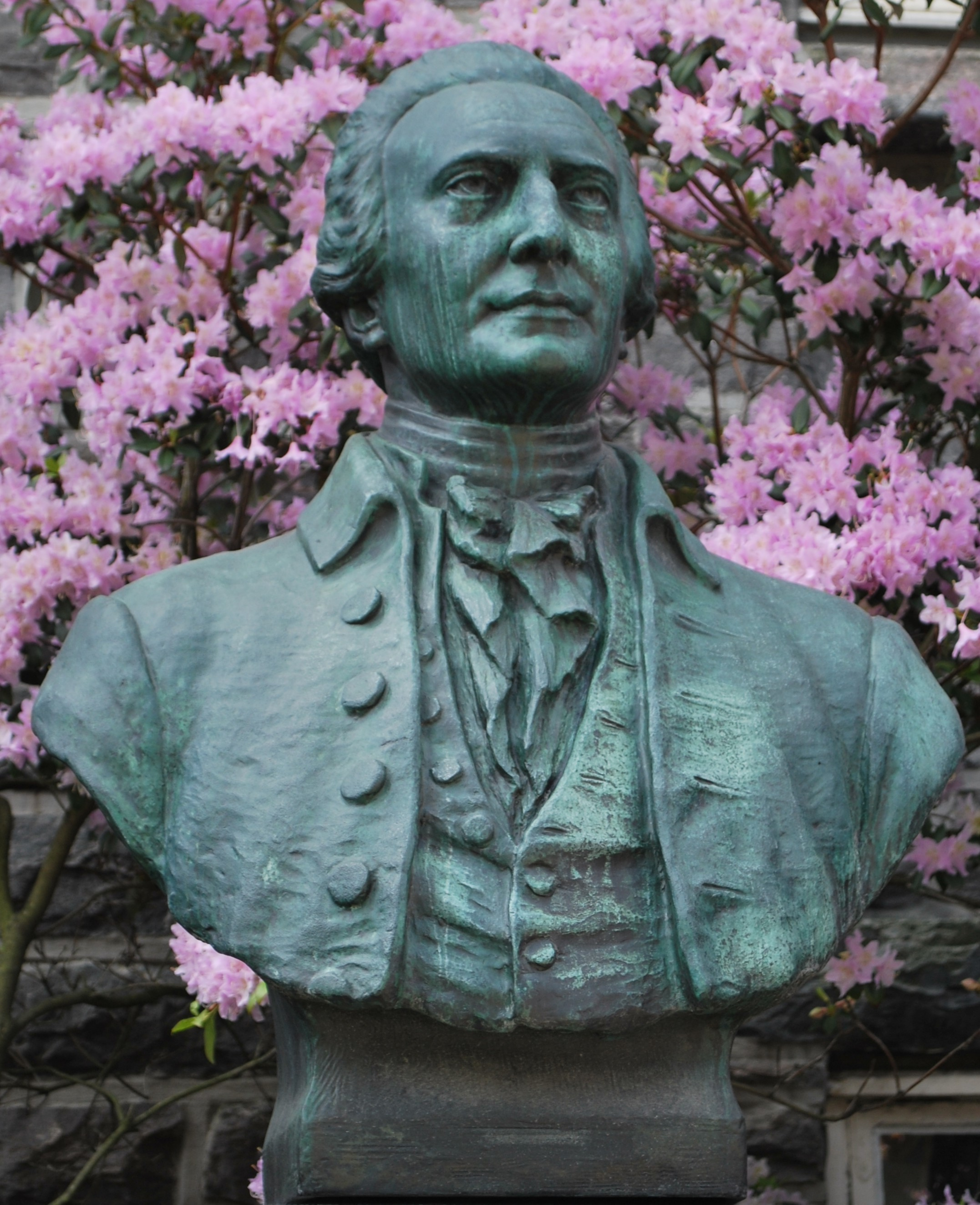
Bronzebüste Claus Fasting (1746–1791)

- Gipsrelief einer älteren Dame (1881; in der Alten Nationalgalerie, Berlin)
- Skulptur Våren (1885)
- Skulptur eines jungen Mädchens Sneklokken ‚Schneeglöckchen‘ (1887)
- Gipsskulptur eines Kindes Den første skilling ‚Der erste Schilling‘ (1888)
- Gipsskulptur eines Kindes Mai, mai fløyte ‚Mai, Mai Flöte‘ (1888)
- Gipsskulptur einer Sagengestalt Den onde Hjørdis ‚Die böse Hjørdis‘ (1890)
- Marmorskulptur Den korsfestede Kistus ‚Der gekreuzigte Christus‘ (1890; auf dem Altar in der Kirche zu Årstad bei Bergen, Norwegen)
- Marmorbüste des Komponisten Edvard Grieg (1843–1907) (1902; in der Grieghalle, Bergen, Norwegen)
- Skulptur des Malers I. C. Dahl (1788–1857) (1902[Anm. 2]; an der Fassade des KODE 1 Museums für Kunsthandwerk und Design[Anm. 3] in Bergen, Norwegen)
- Bronzebüste des Violinisten Ole Bull (1897–1902) (1904;Den Nationale Scene ‚Das Nationaltheater‘, Bergen, Norwegen)
- Statue der Schriftstellerin Camilla Collett (1905 in Gips; 1910 in Marmor: erst im Lesesaal des Leseforeningen for kvinner, seit 1974 in der Universitätsbibliothek, Oslo, Norwegen)
- Bronzebüste des Bischofs Ole Irgens (1724–1803) (1906; in Fjellveien bei Bergen, Norwegen)
- Flachrelief des Lyrikers Petter Dass (1646–1707) (1911; auf seinem Grabstein an der Domkirche zu Bergen, Norwegen)
- Flachrelief der Lyrikerin Dorothe Engelbretsdatter (1634–1716) (1912; auf ihrem Grabstein an der Domkirche zu Bergen, Norwegen)
- Bronzebüste des Schiffsmaklers und Mäzens Fridtjof Sundt (1913; im Musikkonservatorium Bergen, Norwegen)
- Marmorbüste der Schriftstellerin Amalie Skram (1846–1905) (1916; an der Offentlige Bibliotek ‚Stadtbibliotek‘ von Bergen, Norwegen)
- Bronzebüste des Unternehmers und Politikers Ludolf Eide (1821–1908) (1917;[4] im Stadtpark von Haugesund, Norwegen)
- Bronzebüste der Frauenrechtlerin Gina Krog (1847–1916) (1919; auf ihrem Grab auf dem Vår Frelsers Gravlund ‚Friedhofshain Unser Heiland‘, Oslo, Norwegen)
- Bronzebüste des Politikers Haakon J. Storsteen (1822–1908), dem ersten Storting-Abgeordneten von Skåne (1920; im Minneparken von Haugesund, Norwegen)
- Bronzebüste des Claus Fasting (1746–1791) (1924; an der Offentlige Bibliotek ‚Stadtbibliotek‘ von Bergen, Norwegen)
- Bronzebüste des Reeders und Politikers Christian Michelsen (1857–1925) (1924; im Schloss Gamlehaugen, Bergen)
- Bronzebüste des Offiziers und Sportlers Henrik Angell (1861–1922) (1924; in Luster, Norwegen)
- Bronzebüste des Musikers Ingolf A. Schjøtt (1851–1922) (1924; in der Grieghalle, Bergen, Norwegen)
- Bronzebüste des Politikers Wollert Konow (SB) (1845–1924) (1925; vor dem alten Rathaus von Nesttun (Fana) bei Bergen, Norwegen)
- Bronzerelief des Pastors Johan Storjohann (1832–1914) (1926; Bautastein an der Nykirken ‚Neuen Kirche‘, Bergen, Norwegen)
- Bronzebüste des Kaufmanns Johan Edvard Devold (1850–1916) (1931; Byparken ‚Stadtpark‘, Ålesund, Norwegen)
- Büste des Geschäftsmanns Peder Elibert Tonning (1847–1927) (1941; im Museumsgarten am Eingang zum Ålesund-Museum, Ålesund, Norwegen)[5]
- Bronzebüste des Harald Eide (1941; in der Grieghallen ‚Grieghalle‘, Bergen, Norwegen)[Anm. 4]
- Bronzerelief des Reeders Haakon Wallem (1870–1951) (1942; Replik von 1965; in Nordnæsdalen[Anm. 5], Norwegen)
- Gipsbüste des Schriftstellers Nordahl Grieg (1946)
- Gedenkstein für den Organisten Peder Knudsen (1819–1863)[Anm. 6], (1947, Tønnesens letztes Werk; vor der Kirche von Ålesund, Norwegen)
- Bronzestatue des Schriftstellers Kristofer Randers (1851–1917) (Ålesund, Norwegen)
- Bronzebüste des Kaufmanns Edvard Germanus Johannessen (1848–1922)[Anm. 7] (Nordnesparken ‚Nordnespark‘, Bergen, Norwegen)